# Římskokatolická farnost Stará Boleslav
Římskokatolická farnost Stará Boleslav je jedno z územních společenství římských katolíků ve staroboleslavském vikariátu s farním kostelem Nanebevzetí Panny Marie.

## Kostely farnosti
| Kostel                  | Místo              | Bohoslužba                                                              |
| ----------------------- | ------------------ | ----------------------------------------------------------------------- |
| sv. Víta                | Kostelec nad Labem | ne 10.30                                                                |
| sv. Martina             | Kostelec nad Labem |                                                                         |
| Všech svatých           | Kozly              | ne 9.30                                                                 |
| sv. Jana Křtitele       | Skorkov            | ne 10.30                                                                |
| sv. Václava             | Stará Boleslav     | v rekonstrukci do r. 2021                                               |
| Nanebevzetí Panny Marie | Stará Boleslav     | po st so ne 9.00 pá 17.00 adorace - první pátek v měsíci út pá ne 18.00 |
| sv. Klimenta            | Stará Boleslav     |                                                                         |
| bl. Podivena            | Stará Boleslav     |                                                                         |
| sv. Floriána            | Stará Boleslav     |                                                                         |
| sv. Jana Křtitele       | Dřísy              | ne 15.00                                                                |
| sv. Rocha               | Stará Boleslav     |                                                                         |
| sv. Petra a Pavla       | Všetaty            | ne 8.15                                                                 |

## Osoby ve farnosti
- Mgr. Libor Bulín, farář, vikář, probošt
- P. Pavel Stainer, kaplan